# Boca de poço
Boca de poço é a parte de um poço de petróleo que desemboca na superfície terrestre, seja ela em terra firme ou no leito submarino. Na boca do poço ficam diversos instrumentos que regulam a vazão da produção de hidrocarbonetos.